# Gruppo Labronico
Il Gruppo Labronico è un gruppo di pittori fondato a Livorno e attivo dal 1920, legato alle esperienze pittoriche sviluppatesi in Toscana e, in particolare, nella stessa città, negli anni precedenti la sua fondazione.

## Storia
La storia del gruppo ebbe inizio dopo la morte di Mario Puccini, e l'organizzazione delle sue esequie da parte degli amici Llewelyn Lloyd, Benvenuto Benvenuti, Giovanni Bartolena, Oscar Ghiglia e Giovanni March. Dalle discussioni al Caffè Bardi di Livorno, raccogliendo l'eredità artistica di Puccini, oltre al funerale dell'amico, nacque l'idea della costituzione del Gruppo Labronico.
Tale idea si concretizzò presso lo studio di Gino Romiti il 15 luglio 1920 alla presenza di molti artisti livornesi, Carlo Romanelli, Cesare Tarrini, Giovanni Zannacchini, Adriano Baracchini Caputi, Beppe Guzzi, Giovanni March, Renato Natali, Goffredo Cognetti, Giovanni Zannacchini, Corrado Michelozzi, Gino Cipriani, Gastone Razzaguta, Ferruccio Rontini, Tito Cavagnaro, Renuccio Renucci e Alberto Zampieri. I componenti del gruppo, nato allo scopo di valorizzare l'arte livornese, vennero inquadrati nella corrente dei postmacchiaioli.
Altri importanti membri del gruppo furono Ulvi Liegi, Plinio Nomellini, Cafiero Filippelli, Giovanni Lomi, Giulio Ghelarducci, Manlio Martinelli, Umberto Fioravanti, Mario Borgiotti, Gio Batta Lepori, Carlo Domenici e Guido Guidi. Il gruppo già dai suoi primi anni organizzò mostre a livello internazionale e nazionale, come l'Esposizione Internazionale d'Arte di San Remo e la 90ª Esposizione degli Amatori e Cultori di Roma (1921).
Gino Romiti, che fu presidente del Gruppo dal 1943 al 1967, dette al sodalizio artistico un'impronta tradizionalista, nel solco degli insegnamenti del grande maestro labronico Giovanni Fattori. Già nel 1951, però, con l'ingresso di Voltolino Fontani, artista sperimentatore vicino alle avanguardie italiane ed europee, si era affiancato alla tendenza più conservatrice un impulso innovatore che aprì la strada a molti pittori meno legati al post-macchiaiolismo.
Nel 1988 fu realizzato uno degli obiettivi riportati nell'atto costitutivo del Gruppo Labronico ovvero la trasposizione dei resti di Mario Puccini dal Cimitero della Misericordia e la loro tumulazione nel Famedio di Montenero.
Il gruppo è ancora attivo e raccoglie tra i suoi soci affermati pittori in attività.

## Nome
L'appellativo labronico, sinonimo di livornese, rimarca il legame tra il gruppo e la città. Molti degli artisti che ne hanno fatto parte erano originari di Livorno e comunque, la città è stata fonte di ispirazione per tutti i membri del Gruppo.